# Ришел Мийд
Ришел Мийд (на английски: Richelle Mead) е американска писателка на бестселъри в жанра фентъзи и научна фантастика.

## Биография и творчество
Ришел Кей Мийд е родена на 12 ноември 1976 г. в Каламазу, Мичиган, САЩ, в семейството на Ричард и Бренда Мийд. От малка обича да чете за митологията и фолклора.
Завършва с бакалавърска степен по изкуствата Университета на Мичиган в Ан Арбър, след което получава магистърска степен по сравнителна религия от Западния мичигански университет в Каламазу и магистърска степен по педагогика за средните и гимназиалните училища от Университета на Вашингтон в Сиатъл. След завършване на обучението си става учител по социални науки и английски език на 8-и клас в предградие на Сиатъл.
Започва да пише в свободното си време едновременно по няколко романа. Първият ѝ фентъзи роман „Тъгата на сукубата“ от поредицата „Джорджина Кинкейд“ е публикуван през 2007 г. Главната героиня Джорджина Кинкейд е безсмъртна сукуба с човешко сърце, която работи в спокойна и скучна книжарница в Сиатъл. Нейната истинска работа е да съблазнява мъжете, за да трупа точки и енергия за собственото си съществуване и издигане в йерархията. Романът става бестселър и е номиниран като избор на критиците за 2008 г.
През 2007 г. излиза и първият ѝ фентъзи роман „Академия за вампири“ от едноименната поредицата за юноши. В Академията „Св. Владимир“, скрита дълбоко в горите на щата Монтана, се обучават млади вампири и техните бъдещи пазители – дампирите (полувампири, полухора). Лиса Драгомир е моройска принцеса, от кастата на смъртните вампири, и е с рядка дарба и неразрушима връзка със земните магии. Роуз Хатауей е дампир и най-добра приятелка на Лиса, обучаваща се да бъде неин персонален пазител. Двете трябва да се защитават от стригоите – вампири, които са неживи и зли, и се хранят с невинни жертви. В помощ са им техните приятели и наставници.
Романът става бестселър и е избран от Библиотечната асоциация като препоръчан роман за юноши. През 2014 г. излиза екранизацията му – „Академия за вампири: Кръвни сестри“ на режисьора Марк Уотърс с участието Зоуи Дойч и Данила Козловски. По серията са направени и графични романи (комикси).
След успеха на първите си книги Ришел Мийд напуска работа си и се посвещава на писателското поприще. Пише романи по двете серии, като през 2008 г. пише и публикува и първата част – романа „Storm Born“ от серията „Черният лебед“.
През декември 2009 г. се омъжва за съпруга си Джей. Имат един син (2011).
През 2011 г. с фентъзи романа „Кръвни връзки“ започва нова серия, която е позиционирана в света на „Академия за вампири“. В нея герои са интелигентната алхимичка Сидни Сейдж и моройската принцеса с очи като на кошута Джил Драгомир (сестра на Лиса Драгомир). Бягайки от смъртна заплаха, с помощта на Ейдриън и Еди, те се укриват в човешка гимназия в слънчевия Палм Спрингс, Калифорния. Опазването на тайната и отблъскването на кръвожадните стригои обаче не е никак лесно, а е драматична задача, която може да се преодолее само с общи усилия.
Заедно с публикуването на романите излизат и техните едноименни екранизации с участието на Дейзи Мастерман и Арис Паренте.
Книгите на писателката са често в списъците на бестселърите на „Ню Йорк Таймс“. Те са преведени на над 25 езика по целия свят.
Ришел Мийд живее със семейството си в предградието Къркланд на Сиатъл. Обича да пътува, като опитва интересни коктейли и да обикаля магазини за дрехи.

## Произведения

### Самостоятелни романи
- Soundless (2015)

### Серия „Джорджина Кинкейд“ (Georgina Kincaid)
1. Succubus Blues (2007)
Тъгата на сукубата, изд. „Ибис“ (2011), прев. Албена Черелова-Желева
2. Succubus On Top (2008) - издадена и като „Succubus Nights“
Триумфът на сукубата, изд. „Ибис“ (2011), прев. Мария Бенчева
3. Succubus Dreams (2008)
Сънят на сукубата, изд. „Ибис“ (2011), прев. Мария Бенчева
4. Succubus Heat (2009) Топлината на сукубата (Фен превод)
5. Succubus Shadows (2010) Сенките на сукубата (Фен превод)
6. Succubus Revealed (2011) Разкриването на сукубата (Фен превод)

### Серия „Академия за вампири“ (Vampire Academy)
1. Vampire Academy (2007)
Академия за вампири, изд. „Ибис“ (2009), прев. Диана Кутева
2. Frostbite (2008)
Ледено ухапване, изд. „Ибис“ (2010), прев. Диана Кутева
3. Shadow Kiss (2008)
Целуната от сянката, изд. „Ибис“ (2010), прев. Диана Кутева
4. Blood Promise (2009)
Кръвно обещание, изд. „Ибис“ (2010), прев. Диана Кутева
5. Spirit Bound (2010)
Духовна връзка, изд. „Ибис“ (2010), прев. Диана Кутева
6. Last Sacrifice (2010)
Последна саможертва, изд. „Ибис“ (2011), прев. Диана Кутева

#### Наръчници към серията
- Vampire Academy: The Ultimate Guide (2011) – с Мишел Роуен

#### Графични романи(комикси) към серията
- Vampire Academy: The Graphic Novel (2011) – с илюстрации от Ема Вийсили
- Frostbite: The Graphic Novel (2012) – с илюстрации от Ема Вийсили
- Shadow Kiss: The Graphic Novel (2013) – с илюстрации от Ема Вийсили

### Серия „Черният лебед“ (BlackSwan)
1. Storm Born (2008)
2. Thorn Queen (2009)
3. Iron Crowned (2011)
4. Shadow Heir (2011)

### Серия „Кръвни връзки“ (Bloodlines)
1. Bloodlines (2011)
Кръвни връзки, изд. „Ибис“ (2012), прев. Стамен Стойчев
2. The Golden Lily (2012)
Златна лилия, изд. „Ибис“ (2012), прев. Диана Кутева
3. The Indigo Spell (2013)
Индигова магия, изд. „Ибис“ (2013), прев. Стамен Стойчев
4. The Fiery Heart (2013)
Огнено сърце, изд. „Ибис“ (2014), прев. Стамен Стойчев
5. Silver Shadows (2014)
Сребристи сенки, изд. „Ибис“ (2015), прев. Стамен Стойчев
6. The Ruby Circle (2015)
Рубиненият кръг, изд. „Ибис“ (2015), прев. Стамен Стойчев

### Серия „Епохата Х“ (Age of X)
1. Gameboard of the Gods (2013)
2. The Immortal Crown (2014)

### Серия „Бляскавият двор“ (Glittering Court)
1. The Glittering Court (2016)
Бляскавият двор, изд. „Сиела“ София (2016), прев. Деница Райкова
2. Midnight Jewel (2017)
Среднощният диамант, изд. „Сиела“ София (2017), прев. Деница Райкова
3. The Emerald Sea (2018)
Смарагдово море, изд. „Сиела“ София (2019), прев. Деница Райкова

### Участие в общи серии с други писатели

#### Серия „Доктор Кой“ (Doctor Who 50th Anniversary E-Shorts)
6. Something Borrowed (2013)
от серията има още 5 романа от различни автори

### Сборници
- „City of Demons“ в Eternal Lover (2008) – с Хана Хауъл, Джаки Кеслер и Линси Сандс
- „Sunshine“ (Vampire Academy) в Kisses from Hell (2010) – с Кели Армстронг, Франческа Лиа Блок, Кристин Каст и Алисън Ноел

### Разкази
- Blue Moon (2008)

### Комикси
- Storm Born Volume 1 (2012)

### Филмография
- 2011 Bloodlines – по романа
- 2012 The Golden Lily
- 2013 The Indigo Spell
- 2014 Академия за вампири, Vampire Academy